# Corliss Lamont
Corliss Lamont, né le 28 mars 1902 et mort le 26 avril 1995, était un philosophe socialiste américain et un défenseur de diverses causes de gauche et des libertés civiles. Dans le cadre de ses activités politiques, il a été président du Conseil national de l'amitié américano-soviétique à partir du début des années 1940.

## Carrière

### Les premières années
Lamont est né à Englewood, dans le New Jersey, le 28 mars 1902. Il est le fils de Florence Haskell (Corliss) et de Thomas W. Lamont, associé puis président de J.P. Morgan & Co. Lamont est diplômé de l'Académie Phillips Exeter en 1920, et obtient la mention honorifique "magna cum laude" qui signifie "grande distinction" de l'Université de Harvard en 1924. Les principes qui ont animé sa vie ont été mis en évidence pour la première fois à Harvard, où il a attaqué les clubs universitaires en les qualifiant de snobisme. En 1924, il fait des études supérieures à l'université New College d'Oxford, où il partage sa chambre avec Julian Huxley. L'année suivante, Lamont commence des études supérieures à l'université Columbia, où il étudie sous la direction de John Dewey. En 1928, il y devient professeur de philosophie. En 1932, il obtient son doctorat en philosophie à Columbia. Lamont a enseigné à Columbia, Cornell, Harvard et à la New School for Social Research.

### Années 1930
Lamont est devenu un radical dans les années 1930, poussé par la Grande Dépression. Il a écrit un livre sur l'Union soviétique et a fait l'éloge de ce qu'il y a vu : "Les gens sont mieux habillés, la nourriture est bonne et abondante, tout le monde semble confiant, heureux et plein d'entrain". Il se mit à critiquer les Soviétiques au fil du temps, mais il trouva toujours remarquable leur capacité à transformer une société féodale, même s'il s'attaqua à la façon dont elle traitait la dissidence politique et l'absence de libertés civiles. Les opinions politiques de Lamont ont été marxistes et socialistes pendant une grande partie de sa vie.
Lamont a été un temps président des Amis de l'Union soviétique.
Lamont a commencé ses 30 ans de carrière en tant que directeur de l'Union américaine des libertés civiles (ACLU) en 1932. En 1934, il a été arrêté alors qu'il se trouvait sur un piquet de grève à Jersey City, dans le New Jersey, dans le cadre d'une longue bataille entre les militants des droits civils et syndicaux et Frank Hague, le maire de la ville. Lamont écrira plus tard qu'il "en a appris plus sur le système juridique américain en un jour ... qu'en un an à la faculté de droit de Harvard".
En 1936, Lamont participe à la fondation et subventionne le magazine Marxist Quarterly. Lorsque la Commission Dewey a signalé en 1937 que les procès de Léon Trotsky et d'autres personnes à Moscou étaient frauduleux, Lamont, ainsi que d'autres intellectuels de gauche, a refusé d'accepter les conclusions de la Commission. Sous l'influence du Front populaire, Lamont et 150 autres écrivains de gauche ont approuvé les actions de Josef Staline comme étant nécessaires pour "la préservation de la démocratie progressive". Leur lettre avertissait que le travail de Dewey était lui-même politiquement motivé et accusait Dewey de soutenir des points de vue réactionnaires et des "appâts rouges". Lamont a écrit une introduction à un pamphlet anti-polonais Behind the Polish-Soviet Break d'Alter Brody.